# Armando Martins
DJ Armando Martins (, 1970) é um DJ brasileiro, mais conhecido por apresentar na década de 1990 o programa de rádio denominado Projeto Rap Brasil da Rádio Metropolitana. Também é proprietário da marca Circuit Power.

## Álbuns
- Projeto Rap Brasil - A história do Rap brasileiro - [1]